# فابریتزیو مئونی
فابریتزیو مئونی (ایتالیایی: Fabrizio Meoni; ۳۱ دسامبر ۱۹۵۷ – ۱۱ ژانویهٔ ۲۰۰۵) موتورسوار مسابقات رالی اهل ایتالیا بود. وی عضو تیم کی‌تی‌ام بود.